# They Can't Stop the Spring
They Can't Stop The Spring var namnet på Irlands bidrag i Eurovision Song Contest 2007, framförd av folkmusikgruppen Dervish. Sångtexten är inspirerad av Pragvåren 1968, när Alexander Dubček höll tal under ett studentuppror.  Bidraget slutade sist i finalen med endast fem poäng.
Låtens refräng anses ha likheter med "Can't stop the Spring" av The Flaming Lips.

### Fotnoter
1. ↑  ”Poplight”. 30 april 2007. Arkiverad från originalet den 25 maj 2012. https://archive.is/20120525171737/http://poplight.zitiz.se/artikel/irlaendskare-aen-nagonsin. Läst 5 maj 2011.